# Pseudophasma menius
Pseudophasma menius är en insektsart som först beskrevs av John Obadiah Westwood 1859.  Pseudophasma menius ingår i släktet Pseudophasma och familjen Pseudophasmatidae. Inga underarter finns listade i Catalogue of Life.